# Peniche
Peniche – miejscowość w Portugalii, leżąca w dystrykcie Leiria, w regionie Centrum w podregionie Oeste. Miejscowość jest siedzibą gminy o tej samej nazwie.

## Demografia
| Liczba ludności gminy Peniche (1801-2011) | Liczba ludności gminy Peniche (1801-2011) | Liczba ludności gminy Peniche (1801-2011) | Liczba ludności gminy Peniche (1801-2011) | Liczba ludności gminy Peniche (1801-2011) | Liczba ludności gminy Peniche (1801-2011) | Liczba ludności gminy Peniche (1801-2011) | Liczba ludności gminy Peniche (1801-2011) | Liczba ludności gminy Peniche (1801-2011) | Liczba ludności gminy Peniche (1801-2011) |
| ----------------------------------------- | ----------------------------------------- | ----------------------------------------- | ----------------------------------------- | ----------------------------------------- | ----------------------------------------- | ----------------------------------------- | ----------------------------------------- | ----------------------------------------- | ----------------------------------------- |
| 1801                                      | 1849                                      | 1900                                      | 1930                                      | 1960                                      | 1981                                      | 1991                                      | 2001                                      | 2004                                      | 2011                                      |
| 2 460                                     | 5 953                                     | 8 199                                     | 16 019                                    | 22 200                                    | 25 627                                    | 25 880                                    | 27 315                                    | 28 164                                    | 27 753                                    |

## Sołectwa
Sołectwa gminy Peniche (jest ich 6) - ludność wg stanu na 2011 r.
- Miasto Peniche obejmujące 3 sołectwa:
  - Ajuda - 7989 osób
  - Conceição - 4643 osoby
  - São Pedro - 2117 osób
- oraz 3 inne sołectwa:
  - Atouguia da Baleia - 8954 osoby
  - Serra d' El-Rei - 1401 osób
  - Ferrel - 2649 osób

Peniche
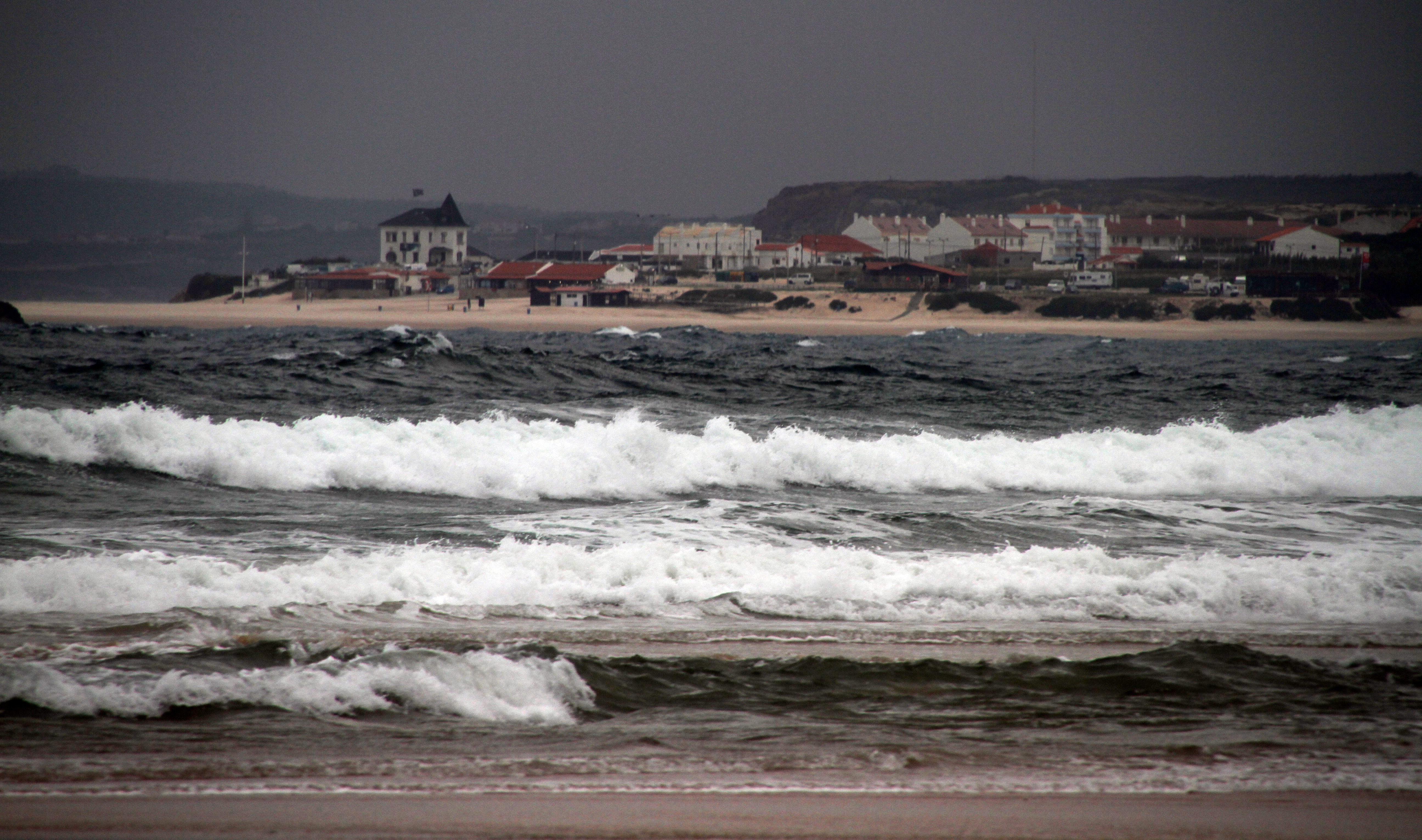
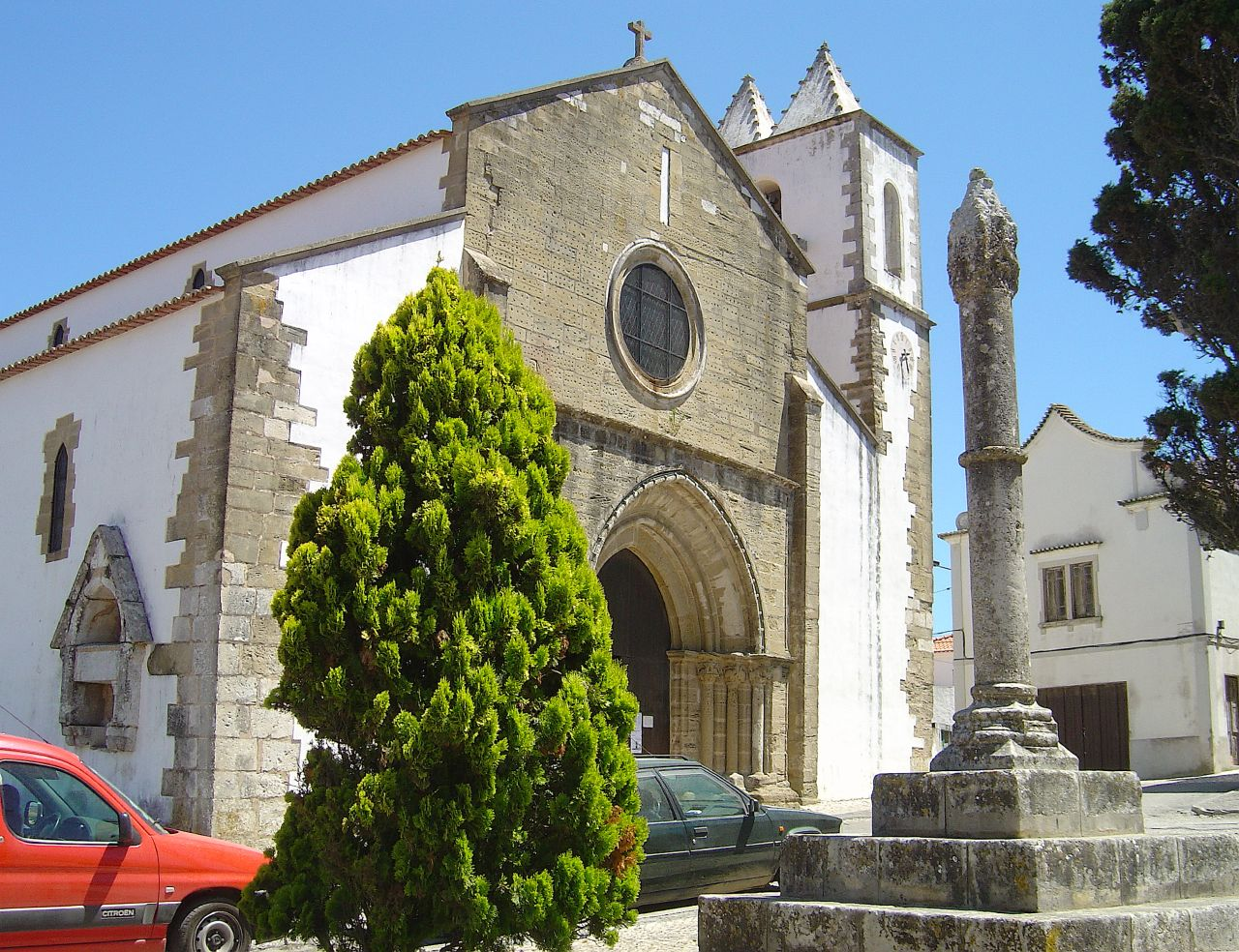
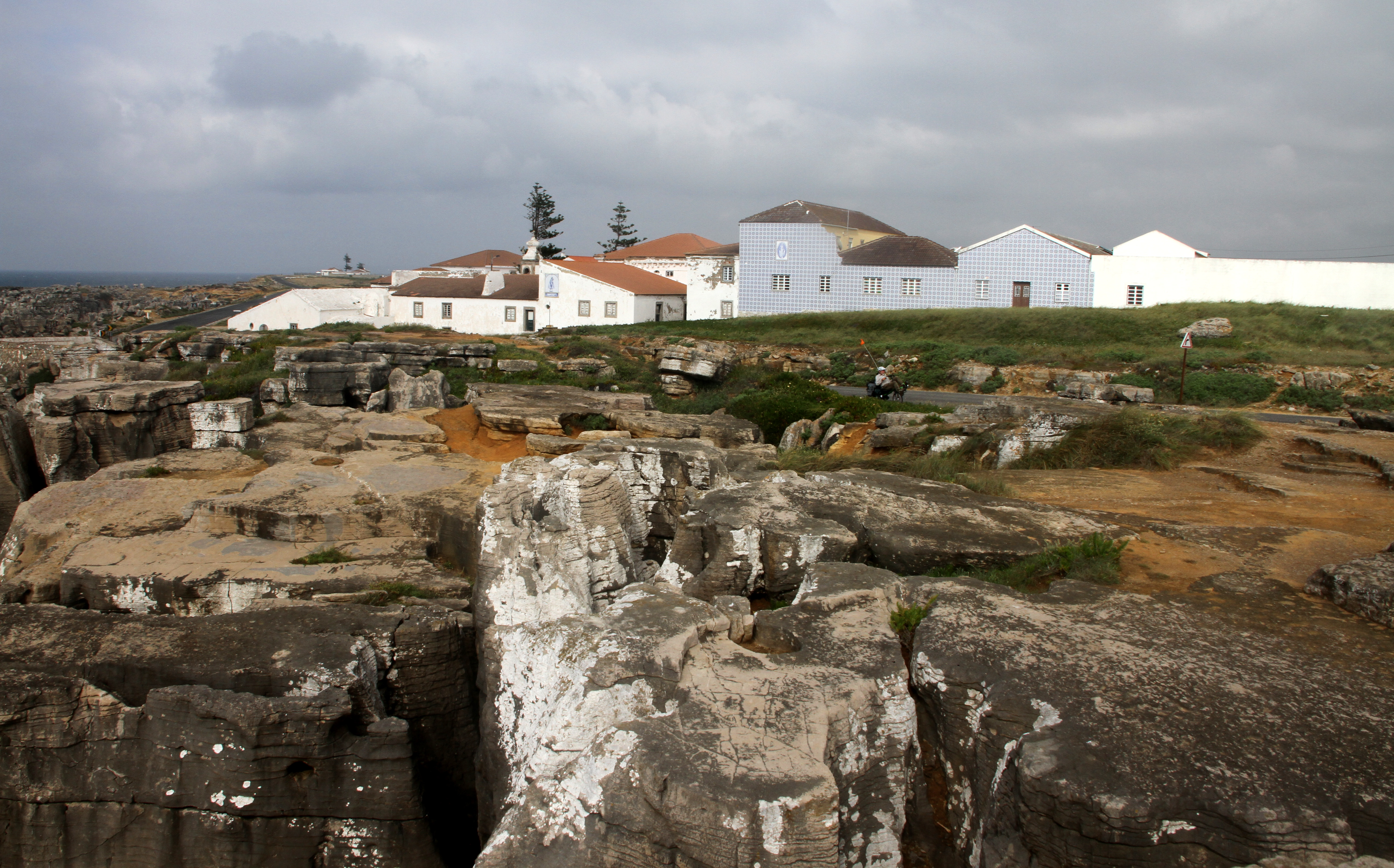
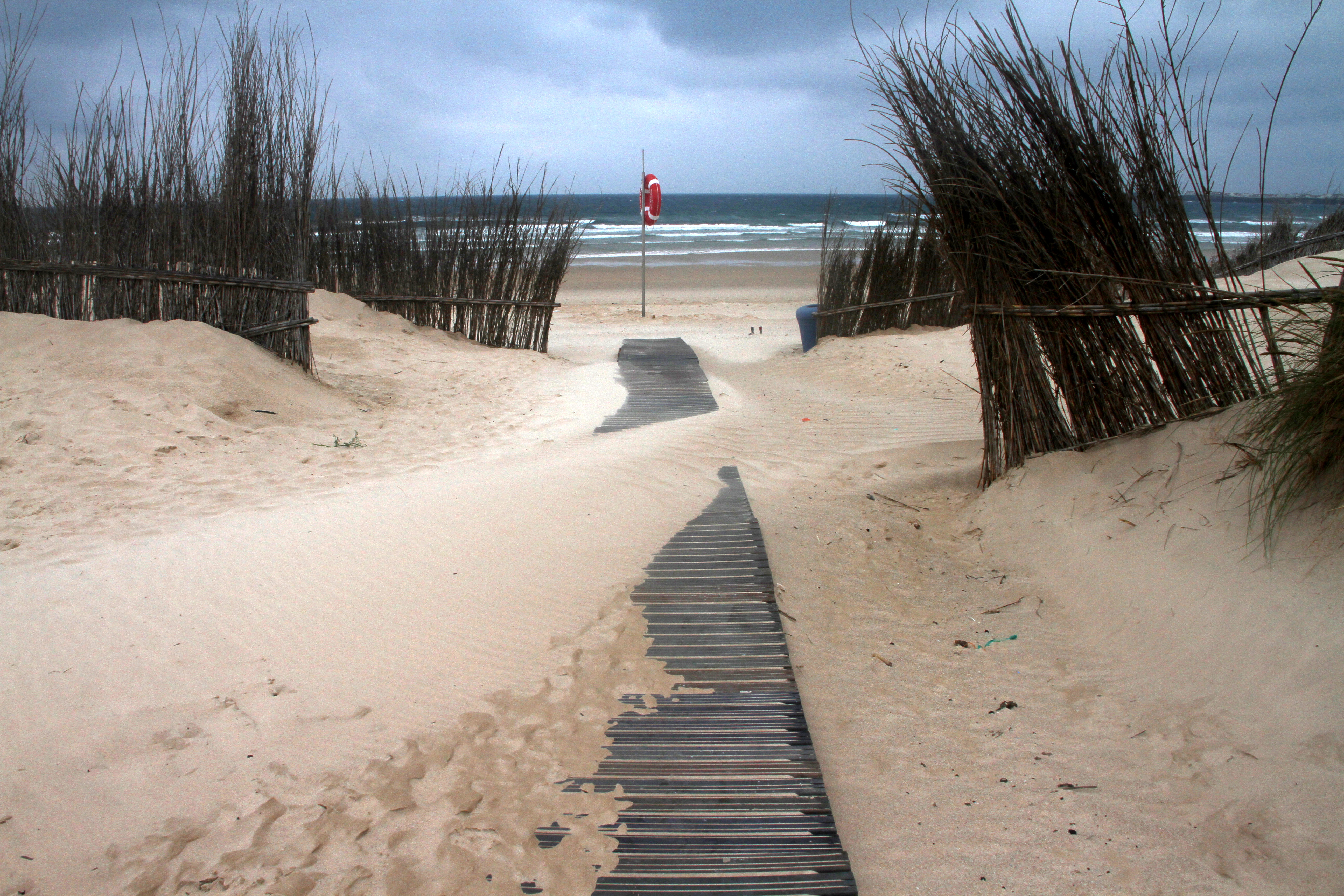
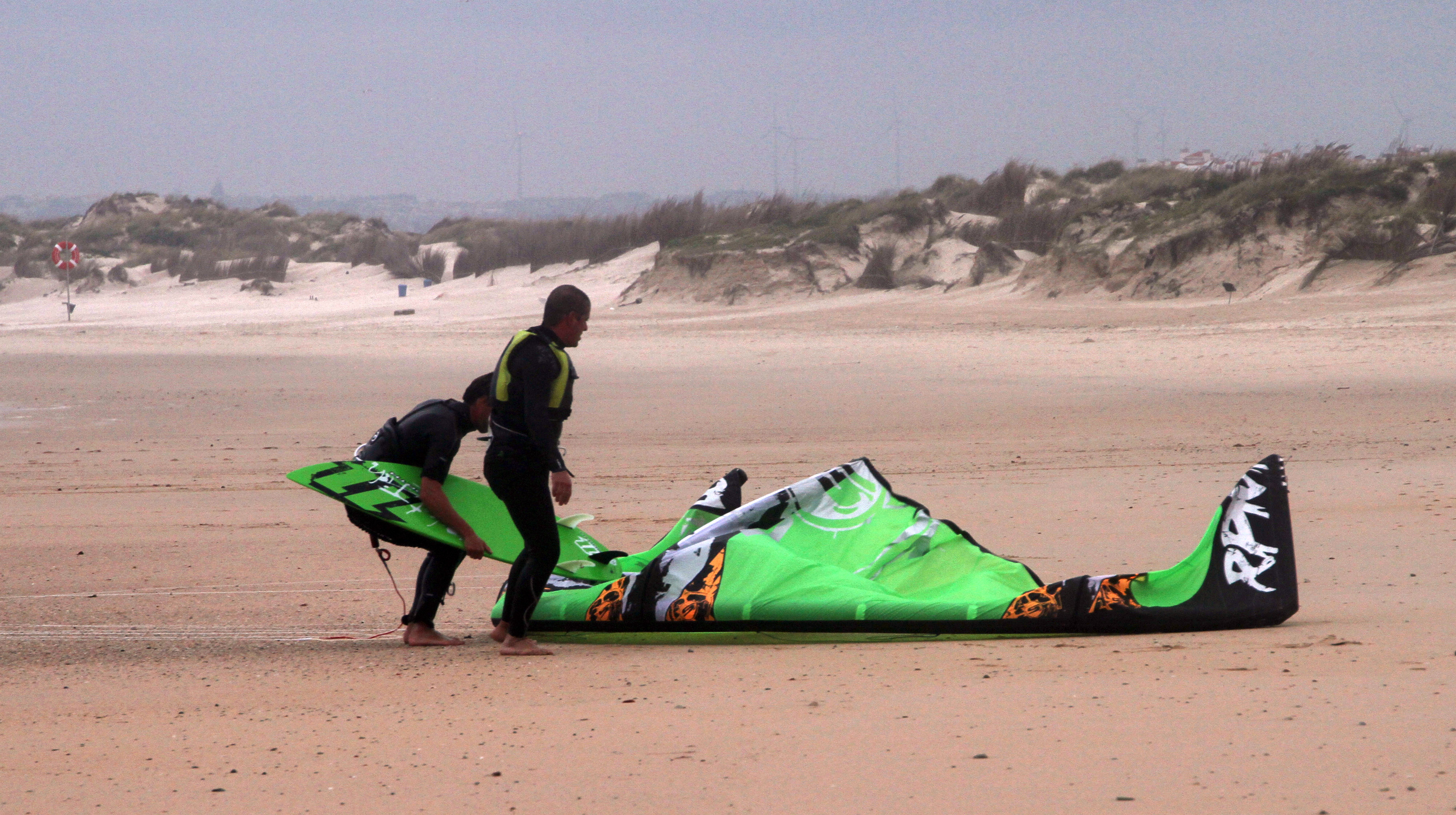
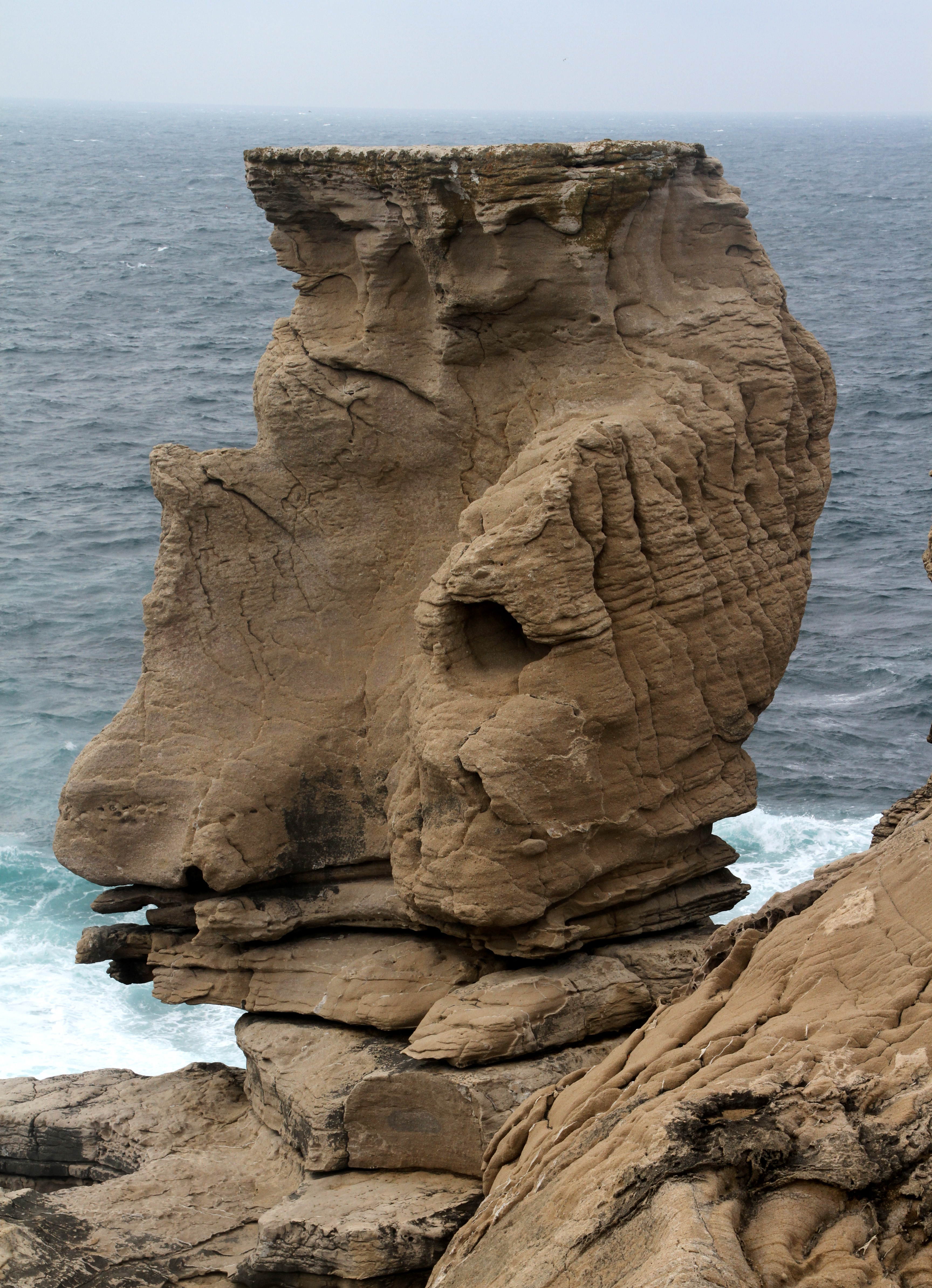
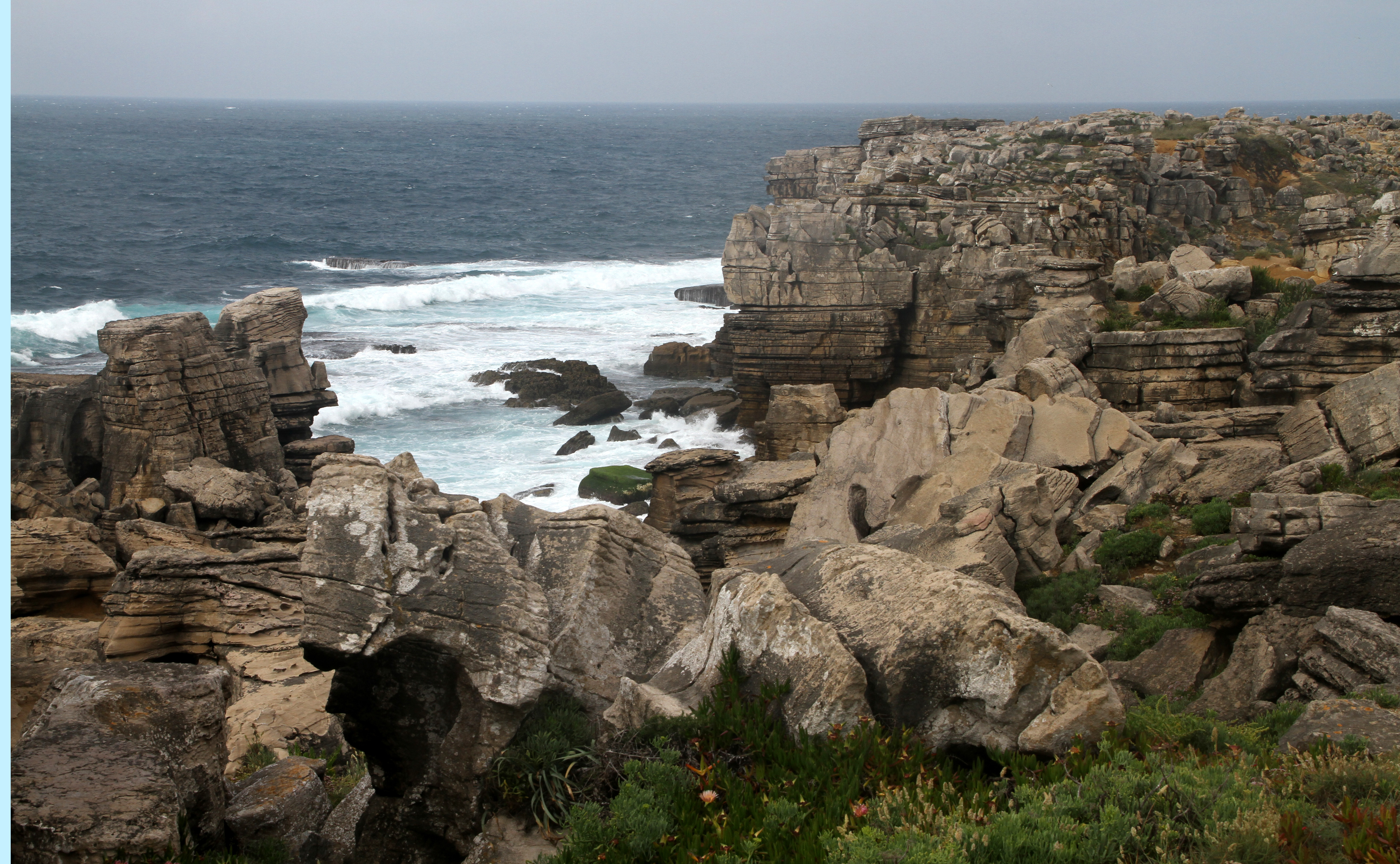
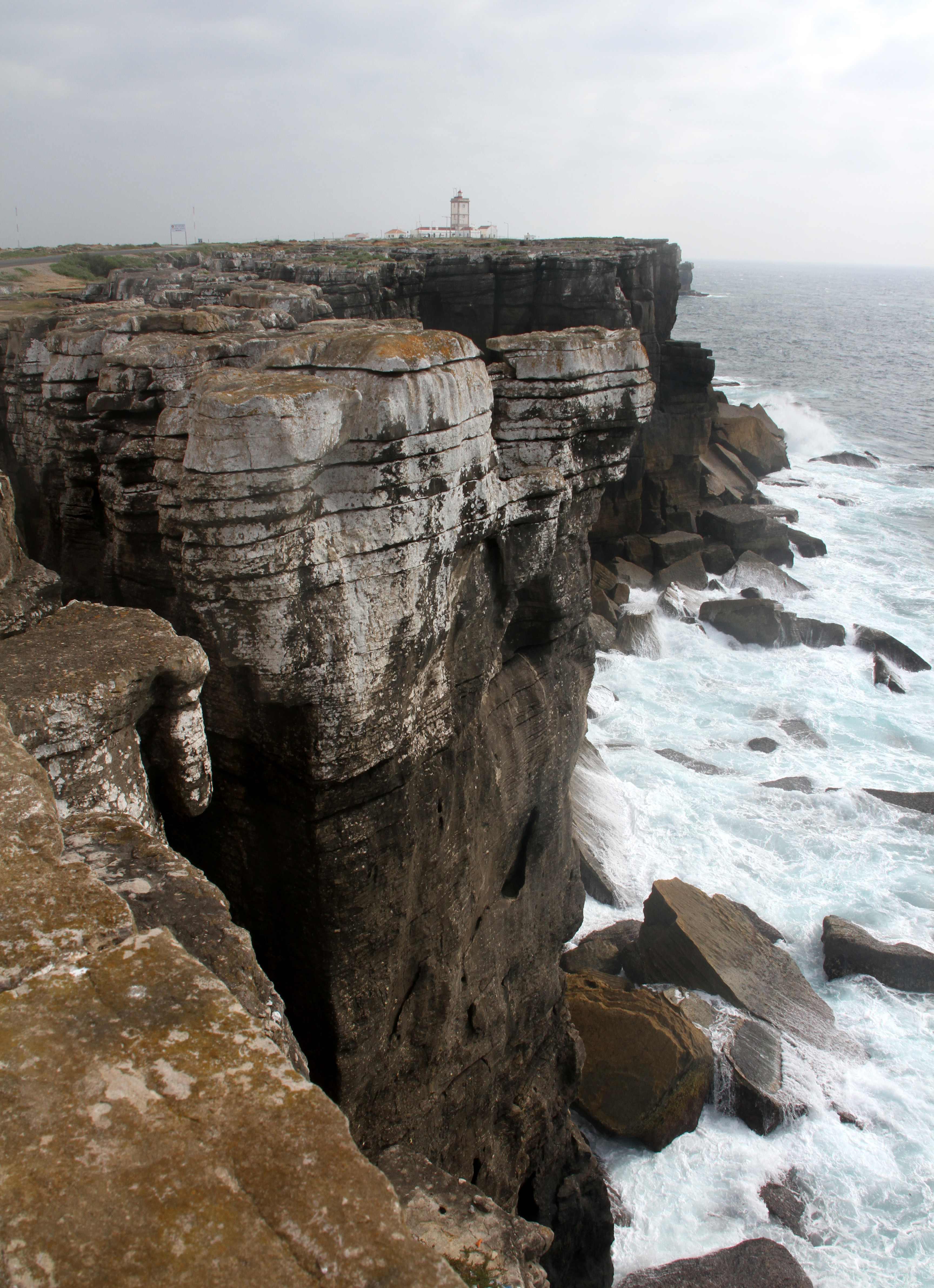
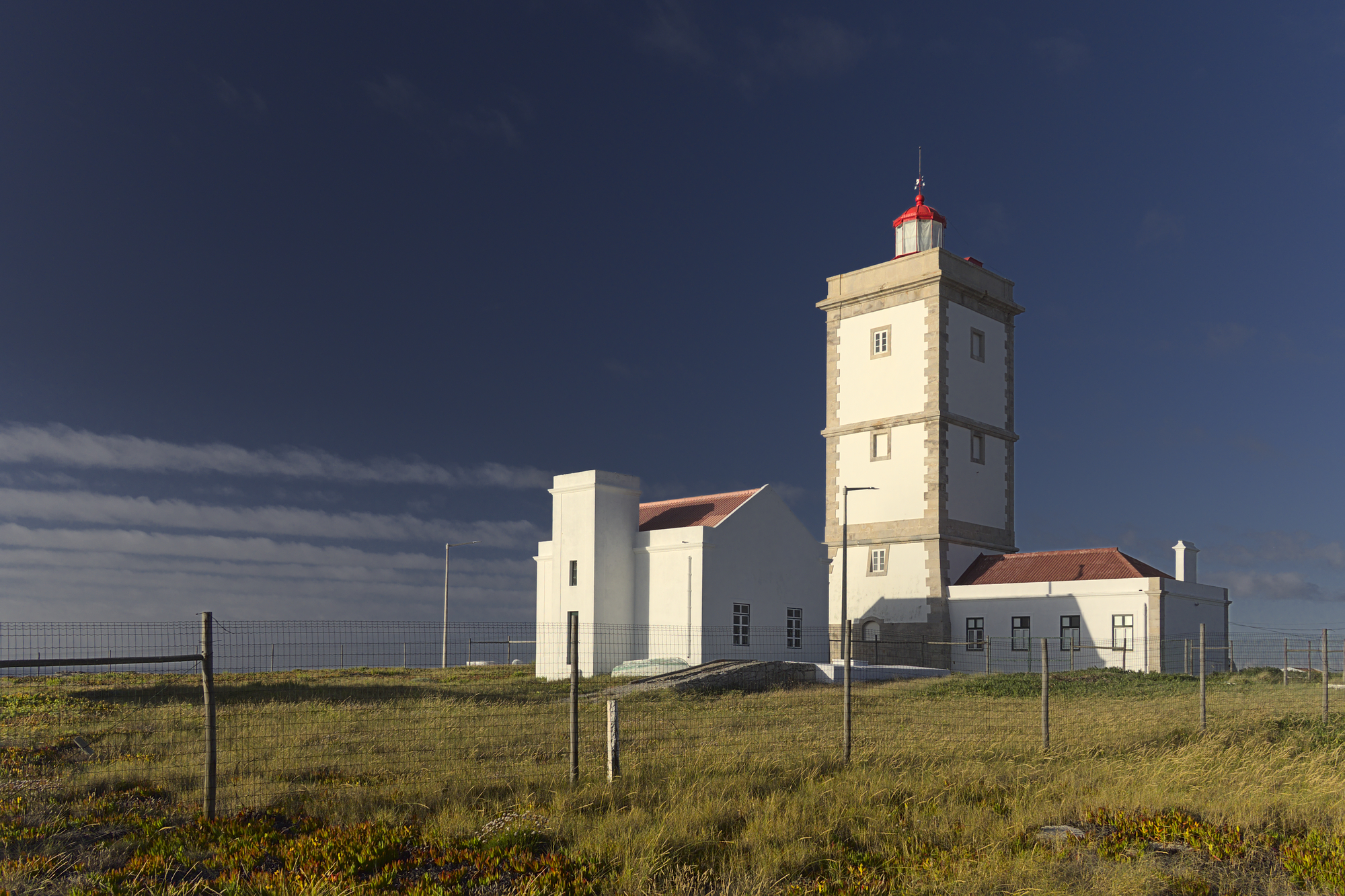